# وسلی کلارک
وسلی کلارک (انگلیسی: Wesley Clark؛ زاده ۲۳ دسامبر ۱۹۴۴) ژنرال بازنشسته نیروی زمینی ایالات متحده آمریکا است، که در فاصله سال‌های ۱۹۹۷ تا ۲۰۰۰ به‌عنوان دوازدهمین فرمانده عالی متفقین اروپا فعالیت می‌کرد و با حفظ سمت، فرماندهی اروپایی ایالات متحده آمریکا را برعهده داشت. وی از ۱۹۹۶ تا ۱۹۹۷ فرمانده ستاد فرماندهی جنوبی ایالات متحده آمریکا بود.
او در سال ۱۹۶۶ به عنوان دانشجوی ممتاز از وست پوینت فارغ‌التحصیل شد و بورسیه رودز را از دانشگاه آکسفورد دریافت کرد، جایی که مدرک فلسفه، سیاست و اقتصاد را دریافت کرد. او بعداً از کالج فرماندهی و ستاد نیروی زمینی ایالات متحده آمریکا با مدرک کارشناسی ارشد علوم نظامی فارغ‌التحصیل شد. او در جنگ ویتنام فرماندهی یک گروهان پیاده‌نظام را برعهده داشت، جایی که چهار بار مورد اصابت گلوله قرار گرفت و به خاطر شجاعت در نبرد، نشان ستاره نقره‌ای دریافت کرد. 
کلارک از سال ۱۹۹۷ تا ۲۰۰۰ به عنوان فرمانده عالی متفقین اروپا در ناتو خدمت کرد و فرماندهی عملیات نیروهای متفقین را در طول جنگ کوزوو برعهده داشت. او ۳۴ سال در ارتش ایالات متحده خدمت کرد و نشان‌های نظامی زیادی، چندین نشان شوالیه افتخاری و مدال آزادی ریاست جمهوری دریافت کرد.